# Aloe luntii
Aloe luntii é uma espécie de liliopsida do gênero Aloe, pertencente à família Asphodelaceae.